# 奧普霍沃米倫巴赫河
51°1′53″N 7°2′11.76″E / 51.03139°N 7.0366000°E
奧普霍沃米倫巴赫河（德語：Ophover Mühlenbach），是德國的河流，位於該國西部，處於北萊茵-威斯特法倫州，屬於丁恩河的右支流，河道全長4.6公里，流域面積4平方公里。